# Jordan Coelho
Jordan Coelho, född 2 april 1992, är en fransk simmare.
Coelho tävlade för Frankrike vid olympiska sommarspelen 2016 i Rio de Janeiro, där han blev utslagen i försöksheatet på 200 meter fjärilsim.